# Saudiarabiens herrlandslag i fotboll
Saudiarabiens herrlandslag i fotboll spelade första matchen den 20 oktober 1957 i Libanon, där man slog Syrien med 3-1 vid panarabiska spelen.
- VM i fotboll: 1994, 1998, 2002, 2006, 2018, 2022

## Nuvarande trupp
Följande spelare var uttagna till VM 2022.
Antalet landskamper och mål är korrekta per den 22 november 2022 efter matchen mot Argentina.
| Nr | Pos. | Namn                 | Födelsedatum (ålder) | Matcher | Mål |              | Klubb      |
| -- | ---- | -------------------- | -------------------- | ------- | --- | ------------ | ---------- |
| 1  | MV   | Mohammed Al Rubaie   | 14 augusti 1997      | 7       | 0   | Saudiarabien | Al-Ahli    |
| 21 | MV   | Mohammed Al-Owais    | 10 oktober 1991      | 43      | 0   | Saudiarabien | Al-Hilal   |
| 22 | MV   | Nawaf Al-Aqidi       | 10 maj 2000          | 0       | 0   | Saudiarabien | Al-Nassr   |
|    |      |                      |                      |         |     |              |            |
| 2  | F    | Sultan Al-Ghannam    | 6 maj 1994           | 25      | 0   | Saudiarabien | Al-Nassr   |
| 3  | F    | Abdullah Madu        | 15 juli 1993         | 15      | 0   | Saudiarabien | Al-Nassr   |
| 4  | F    | Abdulelah Al-Amri    | 15 januari 1997      | 21      | 1   | Saudiarabien | Al-Nassr   |
| 5  | F    | Ali Al-Bulaihi       | 21 november 1989     | 38      | 0   | Saudiarabien | Al-Hilal   |
| 6  | F    | Mohammed Al-Breik    | 15 september 1992    | 41      | 1   | Saudiarabien | Al-Hilal   |
| 12 | F    | Saud Abdulhamid      | 18 juli 1999         | 24      | 1   | Saudiarabien | Al-Hilal   |
| 13 | F    | Yasser Al-Shahrani   | 25 maj 1992          | 73      | 2   | Saudiarabien | Al-Hilal   |
| 17 | F    | Hassan Tambakti      | 9 februari 1999      | 20      | 0   | Saudiarabien | Al-Shabab  |
|    |      |                      |                      |         |     |              |            |
| 7  | MF   | Salman Al-Faraj      | 1 augusti 1989       | 71      | 8   | Saudiarabien | Al-Hilal   |
| 8  | MF   | Abdulellah Al-Malki  | 11 oktober 1994      | 28      | 0   | Saudiarabien | Al-Hilal   |
| 10 | MF   | Salem Al-Dawsari     | 19 augusti 1991      | 72      | 18  | Saudiarabien | Al-Hilal   |
| 14 | MF   | Abdullah Otayf       | 3 augusti 1992       | 45      | 1   | Saudiarabien | Al-Hilal   |
| 15 | MF   | Ali Al-Hassan        | 4 mars 1997          | 13      | 1   | Saudiarabien | Al-Nassr   |
| 16 | MF   | Sami Al-Najei        | 7 februari 1997      | 17      | 2   | Saudiarabien | Al-Nassr   |
| 18 | MF   | Nawaf Al-Abed        | 26 januari 1990      | 56      | 8   | Saudiarabien | Al-Shabab  |
| 19 | MF   | Hattan Bahebri       | 16 juli 1992         | 41      | 4   | Saudiarabien | Al-Shabab  |
| 20 | MF   | Abdulrahman Al-Aboud | 1 juni 1995          | 3       | 0   | Saudiarabien | Al-Ittihad |
| 23 | MF   | Mohamed Kanno        | 22 september 1994    | 39      | 1   | Saudiarabien | Al-Hilal   |
|    | MF   | Nasser Al-Dawsari    | 19 december 1998     | 10      | 0   | Saudiarabien | Al-Hilal   |
| 26 | MF   | Riyadh Sharahili     | 28 april 1993        | 5       | 0   | Saudiarabien | Abha       |
|    |      |                      |                      |         |     |              |            |
| 9  | A    | Firas Al-Buraikan    | 14 maj 2000          | 28      | 6   | Saudiarabien | Al-Fateh   |
| 11 | A    | Saleh Al-Shehri      | 1 november 1993      | 21      | 11  | Saudiarabien | Al-Hilal   |
| 25 | A    | Haitham Asiri        | 25 mars 2001         | 9       | 1   | Saudiarabien | Al-Ahli    |

## VM
Saudiarabien var en stor överraskning i sitt första VM 1994. I gruppen slog man Belgien (1-0) och Marocko med 2-1. Mot Nederländerna föll man med uddamålet. I åttondelsfinalen var man chanslösa mot Sverige som vann med 1-3. 1998 förlorade Saudiarabien med 0-1 mot Danmark och 0-4 mot Frankrike. Man hade dessutom Carlos Alberto Parreira som tränare som hade vunnit VM 1994 med Brasilien som tränare. I den sista betydelselösa matchen spelade man 2-2 mot Sydafrika. 2002 utklassades man mot Tyskland med 0-8 och mot Irland med 0-3. Mot Kamerun förlorade man med 0-1. 2006 fick man 2-2 mot Tunisien men förlorade mot Ukraina (0-4) och Spanien (0-1).

## Asiatiska cupen
- Asiatiska mästerskapet i fotboll: 
  - Vinnare: 1984, 1988, 1996
  - Finalist: 1992, 2000, 2007

Saudiarabiens första mästerskap var 1984. I gruppspelet ställdes man mot Qatar, Syrien, Kuwait och Sydkorea. Man spelade 1-1 mot Sydkorea och Qatar och man slog Syrien och Kuwait med 1-0 i bägge matcher. I semifinalen slogs Iran ut på straffar och i finalen slog man Kina med 2-0. 1988 slog man Syrien (2-0) och Kina (1-0) och spelade oavgjort mot Kuwait (0-0) och Bahrain (1-1). I semifinalen slog man ut Iran med 1-0 och i finalen besegrades Sydkorea på straffar.